# Euphemia Li Britannia
Euphemia Li Britannia (ユーフェミア リ ブリタニア?, Yūfemia Ri Buritania) è un personaggio della serie televisiva anime Code Geass: Lelouch of the Rebellion e delle sue opere derivate.

## Creazione e sviluppo

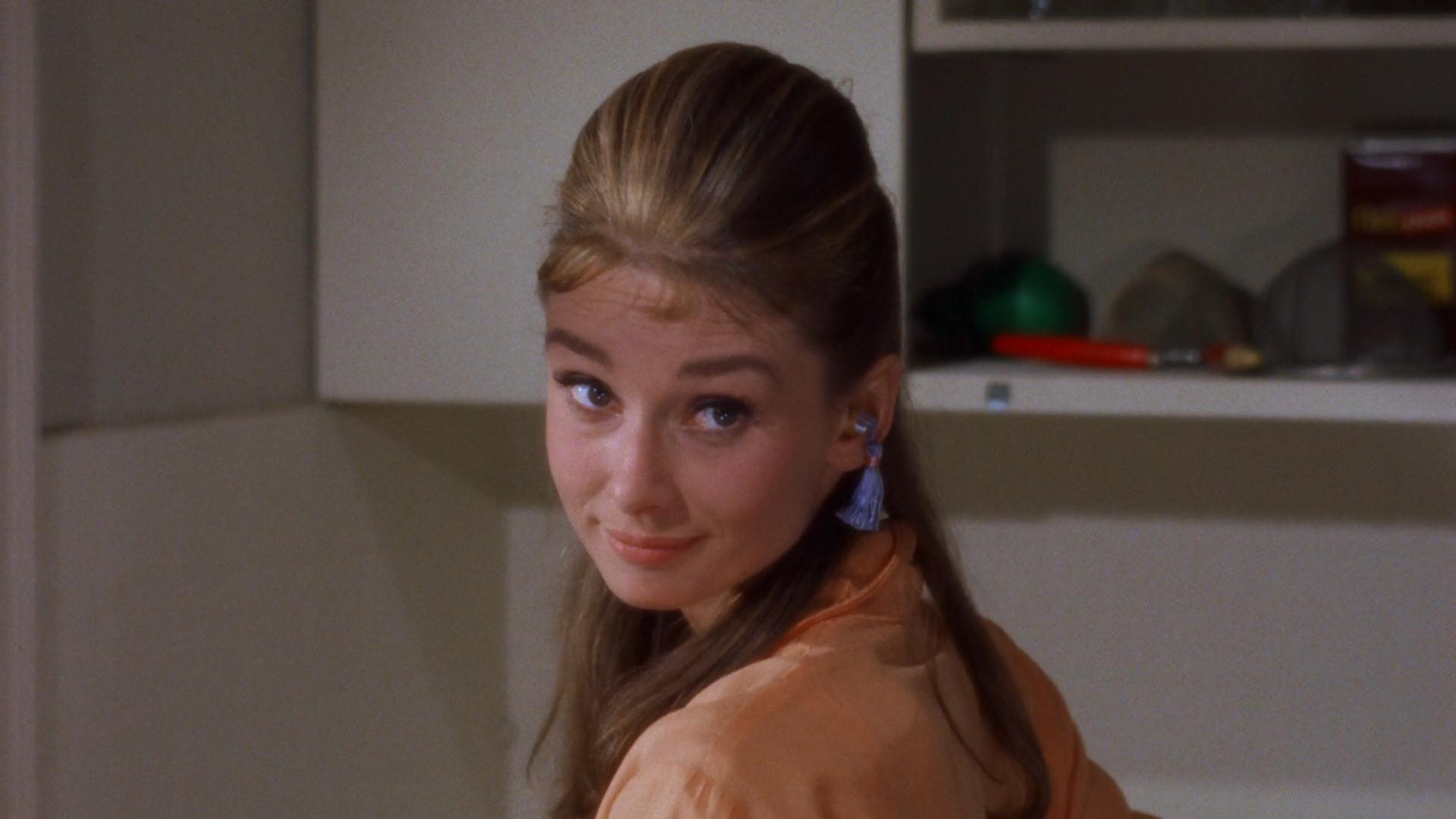
Audrey Hepburn

In un'intervista, Mokona delle CLAMP ha informato che il design di Euphemia si ispira ad Audrey Hepburn. Le avevano detto di voler creare, per la principessa e Suzaku, una situazione tipo Vacanze romane, anche se alla fine esce forte la volontà che spinge la sedicenne a dire al ragazzo "devi frequentare la scuola". La mangaka è stata molto stupita dall'atmosfera relativamente spontanea che la fanciulla mostra al suo ingresso in scena.
È doppiata in giapponese da Omi Minami e in italiano da Letizia Scifoni.

## Storia
Euphemia si trasferisce in Giappone insieme alla sorella Cornelia in qualità di vice governatore dell'Area 11. Qui incontra per caso Suzaku Kururugi e, colpita dal suo aspetto e dal suo nobile carattere, gli chiede di mettersi al suo servizio. Suzaku viene iscritto all'Istituto Ashford grazie a Euphemia, la quale sostiene che un ragazzo di diciassette anni debba andare a scuola invece di fare il militare.
Al Convention Center Hotel, sul Lago Kawaguchi, dove si trovava in borghese per una conferenza, Euphemia è tra i turisti ostaggi di alcuni terroristi appartenenti al Fronte di Liberazione del Giappone. Quando Nina, che ha chiamato i Giapponesi "Eleven", nome con cui sono stati ribattezzati dopo l'annessione del Giappone all'Impero, viene aggredita, Euphemia rivela la propria identità, ed invita l'oppressore a portarla dal suo capo. Viene condotta dove si trova colui che guida l'azione terroristica. Incontra Zero, l'omicida di Clovis, che minaccia di uccidere anche lei. Suzaku, in sella al suo Lancelot, rischia la propria vita per permettere alle truppe di Cornelia di portare al sicuro gli ostaggi.
Guilford suggerisce alla Principessa Euphemia di scegliere un Cavaliere personale, che stia con lei ventiquattro ore su ventiquattro; essendo vice governatore, ella ne ha il diritto. Con grande sorpresa per i britanni, la ragazza sceglie Kururugi come suo cavaliere. Euphemia dichiara di voler cambiare le cose, intendendo cancellare ogni discriminazione verso i giapponesi. Euphemia si reca sull'isola di Shikine per ricevere una persona importante. Nel tragitto le truppe britanne vengono attaccate dai Cavalieri Neri, e la ragazza si ritrova isolata sull'isola di Kamine, dove incontra Zero. Chiede a quest'ultimo di rivelarle, prima di spararle, se sia Lelouch, il fratellastro ufficialmente perito nell'Area 11; lo rassicura di non aver fatto parola con alcuno circa i suoi sospetti. Quello si toglie la maschera, confermando le ipotesi della sedicenne, sorti quando egli la salvò dai terroristi. Euphemia si ricongiunge con Suzaku e viene portata in salvo.
Suzaku rinuncia alla sua carica di cavaliere di Euphemia, e restituisce la spilla alla nobile; le rivela di essere l'assassino del proprio padre, e si dice non degno di ricoprire un ruolo tanto importante. La principessa piange per essere stata rifiutata dal ragazzo. Presto, capisce che Kururugi si disprezza, mentre lei, non sapendo occuparsi di politica, si sente inutile. Si mette immediatamente in contatto con il britanno onorario, il quale, in sella al suo Lancelot, è impegnato contro le forze di Sawazaki; la ragazza gli fa una dichiarazione d'amore, confessa che le piace tutto di lui, e lo prega di non disprezzare se stesso. Tornato Suzaku dalla missione, Euphemia, domandandogli se sia disposto ad aiutarla a realizzare il suo sogno, gli porge la spilla. Kururugi accetta di tornare con lei.
Euphemia annuncia pubblicamente che realizzerà la Regione ad Amministrazione Speciale del Giappone: agli eleven verrà restituito il nome di giapponesi, e non ci saranno distinzioni tra essi ed i britanni. La principessa si rivolge poi a Zero per invitarlo a collaborare al progetto. Il giorno dell'inaugurazione, il progetto raccoglie numerose adesioni da parte dei giapponesi. Il leader dei Cavalieri Neri si presenta, ma chiede di parlare in privato con Euphemia. Accetta di collaborare; perde però il controllo del Geass e le ordina involontariamente di uccidere tutti i giapponesi. Seppure all'inizio tenti di opporsi, la ragazza soccombe a quell'ordine, spara ad un uomo, e dà l'ordine all'esercito britanno di eliminare ogni giapponese. Zero spara a Euphemia. Adirato, Kururugi raccoglie la fanciulla, e la porta sull'Avalon, dove muore tra le sue braccia.

## Descrizione
Euphemia è la terza principessa del Sacro Impero di Britannia e vice governatore dell'Area 11. È una gentile e solare ragazza di sedici anni; il suo spirito nobile la spinge ad inseguire i propri ideali senza piegarsi a compromessi.

## Altri media
Euphemia appare anche nel videogioco per PlayStation Portable e PlayStation 2 Code Geass: Lelouch of the Rebellion Lost Colors.

## Accoglienza
Nel periodo in cui Code Geass è stato trasmesso Euphemia si è classificata quinta nella categoria dei personaggi femminili preferiti di Newtype, uscita ad agosto 2007, e tredicesima al Anime Grand Prix 2008 tra i personaggi femminili preferiti dai lettori di Animage. IGN ha votato Euphemia e Suzaku al primo posto tra le migliori tredici coppie anime; sostenendo che, ad ogni suo sviluppo, la loro storia d'amore aggiunge tensione alla già intensa trama, e descrivendo "puro e dolce" il loro amore, raro barlume di speranza in un periodo buio.